# 嶋中雄二
嶋中 雄二（しまなか ゆうじ、1955年（昭和30年）11月29日 - ）は、日本のエコノミスト。三菱UFJモルガン・スタンレー証券参与、同社景気循環研究所長。経済学修士（早稲田大学、1986年）。東京都出身。父は中央公論社社長の嶋中鵬二。母は政治学者蠟山政道の娘雅子。

## 略歴

### 学歴
- 1978年 早稲田大学政治経済学部卒業
- EMLYON経営大学院留学
- 1986年 早稲田大学大学院経済学研究科修士課程修了、経済学修士

### 職歴
- 三和銀行入社
- 1983年 三和銀行退社
- 1997年 三和総合研究所主席研究員
- 日本経済研究センター研究員
- 2006年 三菱UFJリサーチ&コンサルティング主席研究員
- 2006年 三菱UFJリサーチ&コンサルティング投資調査部長
- 2007年 三菱UFJ証券参与
- 2007年 三菱UFJ証券景気循環研究所長
- 2010年 - 三菱UFJモルガン・スタンレー証券参与
- 2010年 - 三菱UFJモルガン・スタンレー証券景気循環研究所長
- 早稲田大学大学院公共経営研究科客員教授
- 東北公益文科大学客員教授
- 三菱UFJリサーチ&コンサルティング客員研究員

### 学会等
- 景気循環学会常務理事

### 審議会等
- 内閣府景気動向指数研究会委員[3]